# Bradford (Devon)
Bradford – wieś w Anglii, w hrabstwie Devon, w dystrykcie Torridge.